# Église de l'Archiconfrérie de Santa Maria della Sanità
L'église de l'archiconfrérie de Santa Maria della Sanità est une toute petite église de Naples située en plein cœur historique de la ville, non loin de l'église Sainte-Marie-des-Âmes-du-Purgatoire. Elle donne sur la via dei Tribunali.

## Histoire
L'église remonte au milieu du XVIe siècle lorsque le passage est fermé entre le vico San Severino et la via San Paolo. L'église occupe donc l'espace étroit de la fin de ce passage ; cela est bien visible sur le plan du duc Carafa di Noja. En outre, cette carte de la ville réalisée en 1775 fait mention de cette église comme « affectée à la communauté des courtisans ».

## Description

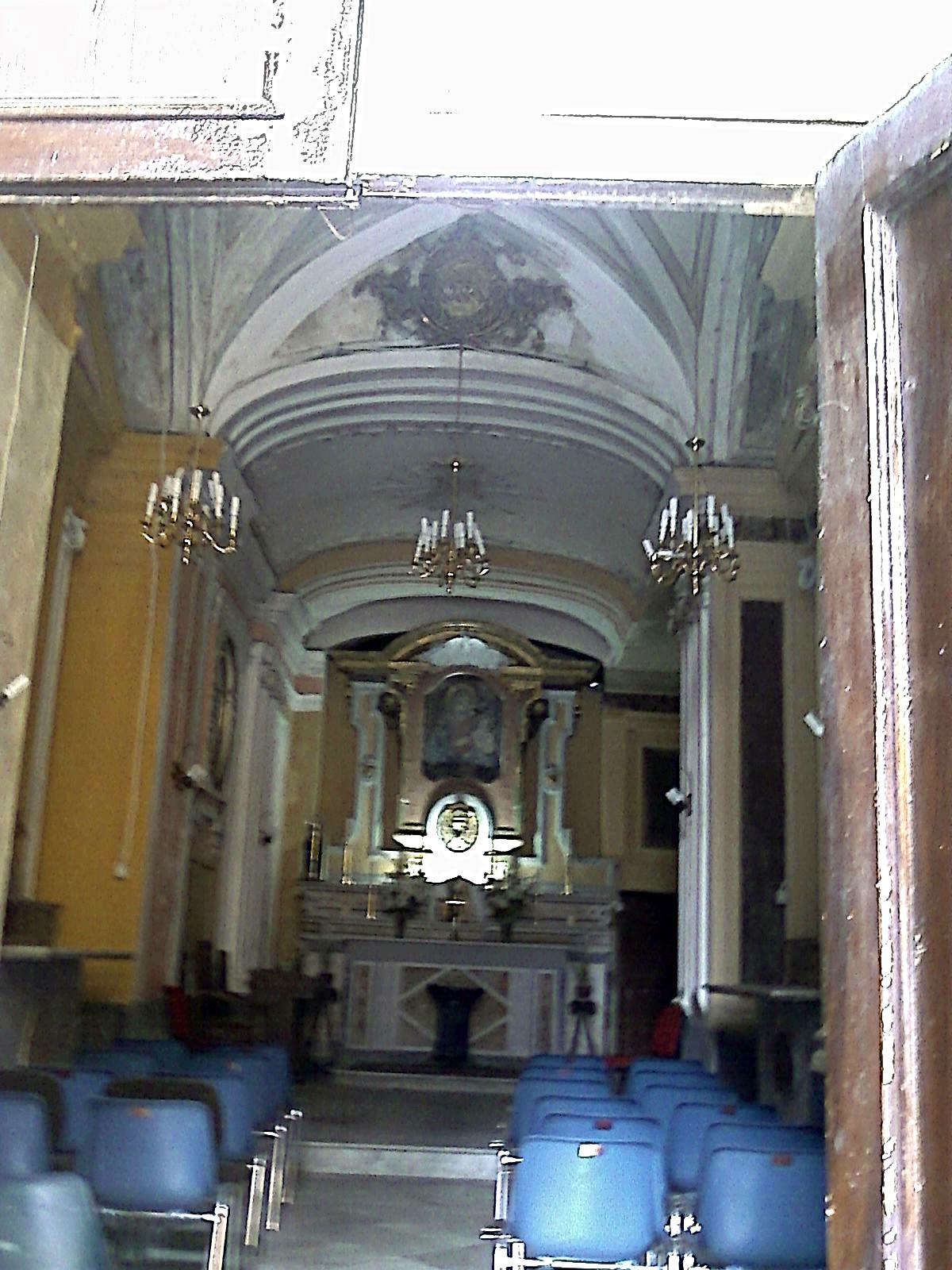
Intérieur de l'église.

Cette église typiquement baroque est l'un des lieux de culte les plus petits de Naples. Elle présente seulement en façade un portail simple surmonté d'une fenêtre trilobée. Elle  est  recouverte d'un petite toiture de majoliques vertes et jaunes en avancée par rapport au mur du palais.
On remarque à l'intérieur des éléments de l'ancienne structure médiévale qui recouvrait le passage réutilisés pour l'église actuelle. Celle-ci est ornée de stucs du XVIIIe siècle.Elle s'inscrit dans un plan central à une nef semi-rectangulaire. Le fond qui sert de chœur présente un autel plutôt simple en marbre, surmonté d'un panneau d'une Vierge à l'Enfant. Une vingtaine de personnes peuvent s'asseoir dans l'église.

## Source de la traduction
- (it) Cet article est partiellement ou en totalité issu de l’article de Wikipédia en italien intitulé « Chiesa dell'Arciconfraternita di Santa Maria della Sanità » (voir la liste des auteurs).